# Brian Hart Ltd.
Brian Hart Ltd. is een Britse voormalige racemotorfabrikant.

## Geschiedenis
Het bedrijf werd in 1969 opgericht door voormalig coureur Brian Hart. Hij maakte zijn eerste motoren voor de Ford BDA Series. Daarna maakte het bedrijf motoren voor de Formule 2. Het kampioenschap werd in 1971 en 1972 gewonnen door teams met Hartmotoren. In de jaren 70 reden alle Fordauto's in het WRC met Hartmotoren. In 1981 kwamen ze voor het eerst in de Formule 1 en bouwde Brian Hart de motoren voor het Toleman-team. Daarna werden nog motoren gemaakt voor RAM Racing, Spirit, Lola, Jordan, Footwork, Minardi en in 1999 voor Arrows. Tot 2002 produceerde het bedrijf motoren voor Yamaha-racemotoren.
Tom Walkinshaw Racing kocht het bedrijf in 1997, maar toen TWR in 2002 failliet ging, ging Brian Hart Ltd. dat ook.

## Formule 1-resultaten
Note: In dik gedrukte grand prix werden punten behaald.
| Ja   | Team(s)                           | 1   | 2   | 3   | 4   | 5   | 6   | 7   | 8   | 9   | 10  | 11  | 12  | 13  | 14  | 15  | 16  | 17  |
| ---- | --------------------------------- | --- | --- | --- | --- | --- | --- | --- | --- | --- | --- | --- | --- | --- | --- | --- | --- | --- |
| 1981 | Toleman                           | USW | BRA | ARG | SAN | BEL | MON | SPA | FRA | GBR | DUI | OOS | NLE | ITA | CAN | LAS |     |     |
| 1982 | Toleman                           | ZUA | BRA | USW | SAN | BEL | MON | SAE | CAN | NLE | GBR | FRA | DUI | OOS | ZWI | ITA | LAS |     |
| 1983 | Toleman                           | BRA | USW | FRA | SAN | MON | BEL | USO | CAN | GBR | DUI | OOS | NLE | ITA | EUR | ZUA |     |     |
| 1984 | RAM Racing, Spirit, Toleman       | BRA | ZUA | BEL | SAN | FRA | MON | CAN | USO | USA | GBR | DUI | OOS | NLE | ITA | EUR | POR |     |
| 1985 | Lola, RAM Racing, Spirit, Toleman | BRA | POR | SAN | MON | CAN | USO | FRA | GBR | DUI | OOS | NLE | ITA | BEL | EUR | ZUA | AUS |     |
| 1986 | Lola                              | BRA | SPA | SAN | MON | BEL | CAN | USO | FRA | GBR | DUI | HON | OOS | ITA | POR | MEX | AUS |     |
| 1993 | Jordan                            | ZUA | BRA | EUR | SAN | SPA | MON | CAN | FRA | GBR | DUI | HON | BEL | ITA | POR | JPN | AUS |     |
| 1994 | Jordan                            | BRA | PAC | SAN | MON | SPA | CAN | FRA | GBR | DUI | HON | BEL | ITA | POR | EUR | JPN | AUS |     |
| 1995 | Footwork                          | BRA | ARG | SAN | SPA | MON | CAN | FRA | GBR | DUI | HON | BEL | ITA | POR | EUR | PAC | JPN | AUS |
| 1996 | Footwork                          | AUS | BRA | ARG | EUR | SAN | MON | SPA | CAN | FRA | GBR | DUI | HON | BEL | ITA | POR | JPN |     |
| 1997 | Minardi                           | AUS | BRA | ARG | SAN | MON | SPA | CAN | FRA | GBR | DUI | HON | BEL | ITA | OOS | LUX | JPN | EUR |